# Tobias Helms
Tobias Helms (* 16. Dezember 1968 in Oberhausen) ist ein deutscher Rechtswissenschaftler. Er ist Professor für Bürgerliches Recht, Internationales Privatrecht und Rechtsvergleichung an der Philipps-Universität Marburg.

## Leben
Helms studierte Jura an der Albert-Ludwigs-Universität Freiburg. Er wurde dort 1998 mit der Dissertation Die Feststellung der biologischen Abstammung: eine rechtsvergleichende Untersuchung zum deutschen und französischen Recht promoviert und habilitierte sich ebendort im Februar 2006 mit der Arbeit Gewinnherausgabe als haftungsrechtliches Problem. Seit Juli 2006 hat er eine Professur in Marburg inne. Er ist Mitherausgeber der „Zeitschrift für das gesamte Familienrecht“ (FamRZ) und Mitglied der Schriftleitung der Zeitschrift „Das Standesamt“ (StAZ).

## Schriften
- Sachenrecht I: Mobiliarsachenrecht; [mit Fällen und Aufbauschemata] (zusammen mit Jens Martin Zeppernick), München: Beck, 2010
- Abstammungsrecht in der Praxis: materielles Recht, Verfahrensrecht, medizinische Abstammungsbegutachtung (zusammen mit Jörg Kieninger und Christian Rittner), Bielefeld: Gieseking, 2010
- Erbrecht: [mit Fällen, Klausuren, Übersichten] (begründet von Rainer Frank), 6. Aufl., München: Beck, 2013
- Lebendiges Familienrecht: Festschrift für Rainer Frank zum 70. Geburtstag am 14. Juli 2008 (Herausgeber zusammen mit Jens Martin Zeppernick), Frankfurt, M.; Berlin: Verl. für Standesamtswesen, 2008
- Gewinnherausgabe als haftungsrechtliches Problem, Tübingen: Mohr Siebeck, 2007
- Das neue Schuldrecht: Freiburger Tagung, 5. bis 8. September 2001 für die Gesellschaft Junger Zivilrechtswissenschaftler e. V. (Herausgeber), Stuttgart; München; Hannover; Berlin; Weimar; Dresden: Boorberg, 2001
- Die Feststellung der biologischen Abstammung: eine rechtsvergleichende Untersuchung zum deutschen und französischen Recht, Berlin: Duncker und Humblot, 1999